# Thomas Winnington, 4. Baronet
Sir Thomas Edward Winnington, 4. Baronet (* 11. November 1811; † 18. Juni 1872) war ein britischer liberaler Politiker.
Thomas Winnington war der älteste Sohn von Sir Thomas Winnington, 3. Baronet und dessen Frau Joanna Taylor. Er hatte zwei Brüder und vier Schwestern. Von 1837 bis 1847 sowie von 1852 bis 1868 gehörte er für den Wahlbezirk Bewdley dem House of Commons an. 1851 hatte er das Amt des High Sheriff von Worcestershire inne. 1839 hatte er seinem Vater als 4. Baronet, of Stanford Court in the County of Worcester, beerbt. Ihm selbst folgte 1872 sein Sohn Francis Salwey Winnington als 5. Baronet nach.